# Stańczyki-Viadukt

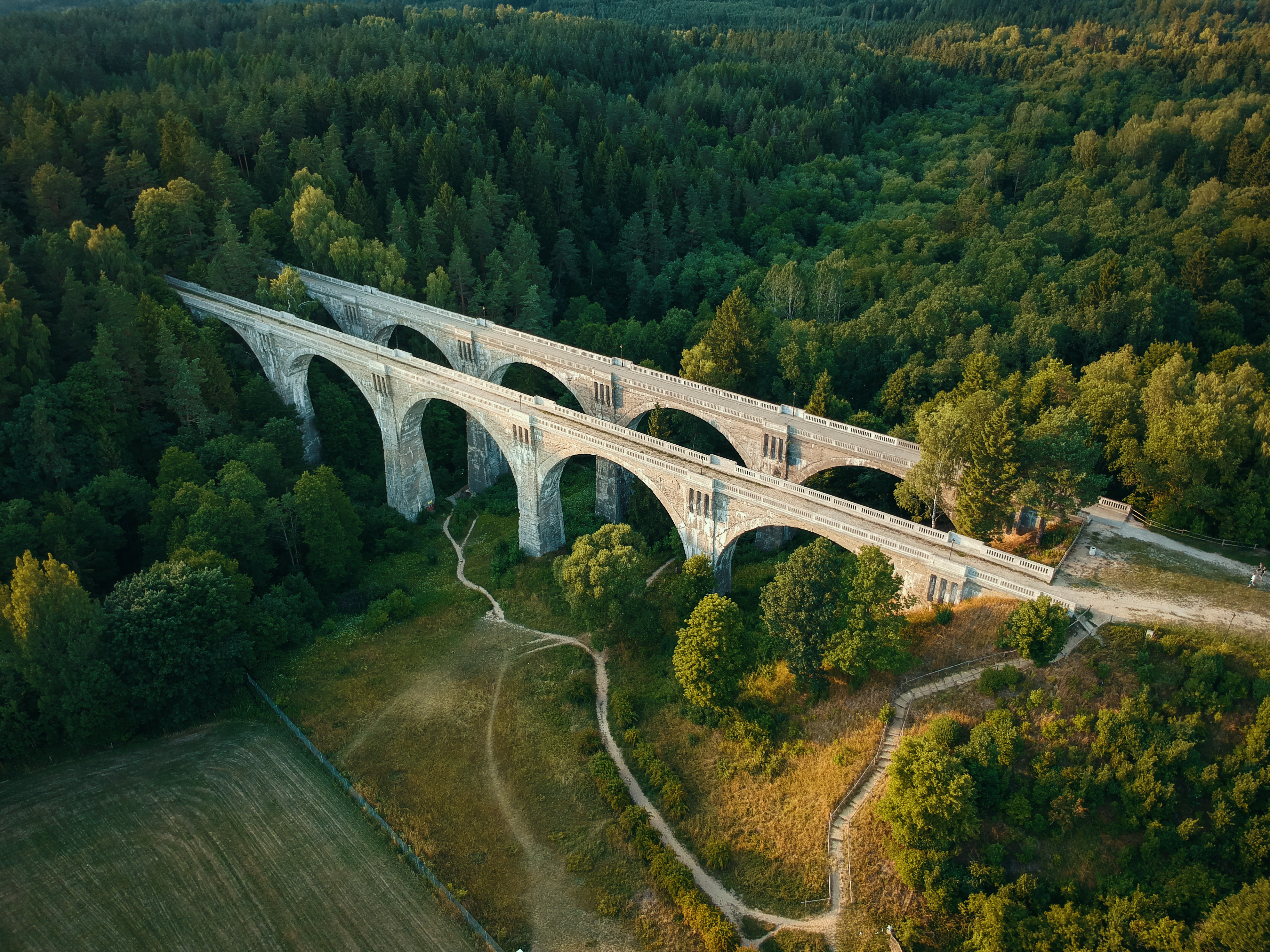
Der Viadukt von Südosten

Der Stańczyki-Viadukt ist ein Eisenbahnbauwerk im Nordosten Polens (Masuren).

## Geschichte
Bei Stańczyki (Staatshausen) überspannen zwei parallele Eisenbahnbrücken ein breites Tal, in dessen Mitte der kleine Fluss Błędzianka (Blinde) fließt. Die südliche Brücke wurde 1912 bis 1914 errichtet (ergänzt 1917), die nördliche 1918. Die Planung für das einem römischen Aquädukt ähnelnde Bauwerk stammt aus dem Jahr 1908. Während des Ersten Weltkrieges (1916) entstand ein Projekt zur Errichtung einer dritten Magistrale von Westpreußen über Ostpreußen nach Litauen. Im Frühjahr 1917 begannen die Bauarbeiten an Bahndämmen, Brücken und Viadukten, die für das zweite Gleis vorgesehen waren. Bis Ende des Krieges wurden die Arbeiten nicht beendet.
Nach Kriegsende hatte das sehr ehrgeizige Projekt seinen Sinn verloren, da die Polen und Litauen eine Abgrenzungspolitik gegen Deutschland führten. In den 1920er Jahren wurde beschlossen, die Eisenbahnlinie eingleisig fertigzustellen. Die Einweihung der von Goldap über Szittkehmen nach Gumbinnen führenden Eisenbahnstrecke fand am 1. Oktober 1927 statt, sie verlief allerdings nur über die südliche Brücke.
Aus nicht bekannten Gründen wurde nach einigen Jahren das Gleis auf die nördliche Brücke verlegt. Das Personenaufkommen war relativ groß, weil das Gebiet ein beliebtes Ausflugsziel für die Bewohner von Goldap, Gumbinnen und anderen Städten war. Im Sommer waren es vor allem Pilzsammler und Angler, im Winter Skiläufer. Nach 1941 erhöhte sich die Bedeutung der Strecke noch mehr, um Baumaterial für die Wolfsschanze zu befördern. Dieses wurde aus der Gegend von Bachanowo über diese Strecke nach Görlitz transportiert.
1945 wurde die gesamte Strecke von der Sowjetunion demontiert. Die Brücken können besichtigt werden und befinden sich seit 2004 in Privatbesitz.

## Beschaffenheit
Die baugleichen Viadukte ruhen auf vier Pfeilern aus Eisen und Beton. In den Betonummantelungen der nördliche Brücke stecken zur Stärkung und Stabilisierung massive Baumstämme. Diese wurden während des Baues (1918) wahrscheinlich von Kriegsgefangenen hineingeworfen. 
Mit fünf Bögen aus Stahlbeton wird eine 182 Meter lange Strecke überspannt. Ein schmaler Gehweg führt an ihnen entlang. Die Brückenunterkante liegt 36,5 Meter über dem Niveau der Blinde.

## Quelle
- Roman Witkowski: Eisenbahnen im preußisch-russischen Grenzgebiet während des ersten Weltkrieges. Swiat Kolei 1/2006, Emi-Press, Lódz 2006

Koordinaten: 54° 17′ 51″ N, 22° 39′ 16″ O